# نظرية الدرجة الطوبولوجية
في الرياضيات، يُقصد بنظرية الدرجة الطوبولوجية تعميم العدد الدوار لمنحنى في المستوى العقدي. ويمكن استخدامه لتحديد عدد الحلول للمعادلة وهي مرتبطة ارتباطًا وثيقًا بنظرية النقطة الثابتة. عند إيجاد حل واحد بسهولة للمعادلة فيمكن غالبًا استخدام نظرية الدرجة لإثبات وجود حل ثانٍ غير مهمل. هناك أنواع مختلفة من الدرجة لأنواع مختلفة من الدوال: على سبيل المثال، الدوال بين فراغات باناخ وتوجد درجة بروير داخل Rn، ودرجة ليراي- شاودر الخاصة بالدوال المتراصة داخل الفراغات المعيارية درجة التزامن وأنواع أخرى عديدة. توجد أيضًا درجة للدوال المستمرة بين المتشعبات.
لنظرية الدرجة الطوبولوجية تطبيقات في المسائل التكاملية والمعادلات التفاضلية والإدراجات التفاضلية و الأنظمة الديناميكية.

## كتابات أخرى
- Topological fixed point theory of multivalued mappings, Lech Górniewicz, Springer, 1999, ISBN 978-0-7923-6001-8
- Topological degree theory and applications, Donal O'Regan, Yeol Je Cho, Yu Qing Chen, CRC Press, 2006, ISBN 978-1-58488-648-8
- Mapping Degree Theory, Enrique Outerelo, Jesus M. Ruiz, AMS Bookstore, 2009, ISBN 978-0-8218-4915-6